# Russell Crowe
Russell Ira Crowe (* 7. dubna 1964 Wellington) je na Novém Zélandu narozený australský herec, hudebník a držitel Oscara a Zlatého glóbu pro herce v hlavní roli za film Gladiátor. Vyhrál také Filmovou cenu Britské akademie. 
Mezi nejznámější snímky, ve kterých si zahrál patří mysteriózní kriminálka L.A. - Přísně tajné (1997), drama Insider: Muž, který věděl příliš mnoho (1999), dále pak historický velkofilm Gladiátor (2000) a psychologické drama Čistá duše (2001). Pak se objevil mimo jiné v dobrodružném filmu Master & Commander: Odvrácená strana světa (2003), sportovním dramatu Těžká váha (2005), romantické komedií Dobrý ročník (2006), westernu 3:10 Vlak do Yumy (2007) či ve filmu Americký gangster (2007). Z jeho novějších filmů stojí za zmínku Na odstřel (2009), Tři dny ke svobodě (2010), Bídníci (2012) a Správní chlapi (2016).

## Kariéra a život

### Dětství a dospívání
Narodil se ve Wellingtonu na Novém Zélandu Jocelyně Yvonneové a Johnu Alexanderu Croweovi. Celá jeho rodina byla již tehdy s filmovým průmyslem úzce spjata. Oba jeho rodiče byli vedoucí cateringu u natáčení různých filmů a jeho dědeček Stan Wemyss byl režisérem, který se dočkal ocenění v podobě Řádu britského impéria MBE. Má britské, irské, německé, italské i skandinávské předky. Ve věku čtyř let, se rodina přestěhovala do Austrálie, kde se usadili v tamějším největším městě Sydney. Ve jeho čtrnácti letech se rodina vrátila zpět do rodné země, kde začal studovat na gymnáziu v Aucklandu, poté pokračoval na gymnáziu Mount Roskill, aby jej v šestnácti letech opustil s touhou splnit si svůj sen, stát se hercem nebo hudebníkem. Už i tehdy měl za sebou pár malých rolí. V polovině 80. let hrál v hudební skupině Russ Le Roq, která byla zaměřena na revival.

### Herecké začátky
Ve svých 21 letech opět opustil Nový Zéland a vrátil se do Austrálie, kde se jevily větší šance na úspěch. Uvažoval o studiu herectví na univerzitě, ale nakonec od toho upustil a začal se věnovat herecké kariéře již tehdy. V roce 1986 získal první profesionální roli v muzikálu The Rocky Horror Show, ve kterém se obejvoval až do roku 1988. Zahrál si i v muzikálu Bad Boy Johnny and the Prophets of Doom. Poté, co se objevil v několika seriálech Neighbours či Living with the Law byl obsazen do své první filmové role ve snímku The Crossing (1990). Ještě v témže roce ztvárnil jednu z hlavních rolí i ve válečném filmu Krvavá přísaha (1990).
Rok 1992 znamenal průlom v jeho herecké kariéře, kdy si zahrál ve snímku Romper Stomper, který pojednává o mladistvém gangu jehož členové inklinují k násilnostem, rasismu i alkoholismu. Za tuto roli Crowe získal prestižní AACTA International Awards za Nejlepšího herce v hlavní roli. Úspěch tohoto filmu mu nastartoval kariéru. V roce 1993 si zahrál v několika dalších australských snímcích, ale ani jeden z nich se nedočkal význačných ohlasů. Další úspěch přišel až o rok později a to s filmem Jsou z nás (1994), který se zabývá tématem homosexuality. Tento snímek mu již definitivně otevřel dveře do Hollywoodu.

### Začátky v Hollywoodu
Rok 1995 se pro něj nesl v duchu již amerických filmů. Jen v tomto roce se objevil ve 4 takových fimech. Za zmínku stojí sci-fi thriller Virtuozita, kde si zahrál po boku Denzela Washingtona. Jednu z hlavních rolí získal i ve hvězdně obsazeném westernu Rychlejší než smrt. Pak ztvárnil jednu z ústředních rolí ve velmi úspěšném neo-noirovém thrilleru L.A. - Přísně tajné (1997). Tento snímek získal dva Oscary a dodnes je považován za jeden z nejlepších filmů daného žánru. Tehdy se z něj definitivně stala herecká hvězda uznávaná po celém světě. V roce 1999 se objevil ve sportovní komedií o ledním hokej Mystery, Aljaška a společně s Alem Pacinem si zahrál také v dramatickém thrilleru Insider: Muž, který věděl příliš mnoho pojednávajícím o intrikách všudypřítomných v tabákovém průmyslu. Za tento film získal svoji první nominaci na Oscara.

### Vrchol slávy
V roce 2000 ztvárnil hlavní roli v thrilleru Životní zkouška, kde se objevil po boku Meg Ryanové. S tou během natáčení prožil krátký románek. V témže roce zaznamenal vůbec největší úspěch své kariéry a to s historickým velkofilmem režiséra Ridleyho Scotta Gladiátor, kde ztvárnil roli Maxima Decima Meridia. Tento snímek získal nespočetně mnoho různých ocenění včetně 5 Cen Akademie. V katergorií Nejlepší hlavní herec zvítězil právě i Russell Crowe a vyhrál tak svého doposud jediného Oscara.
O rok později ztvárnil hlavní roli v dalším velmi úspěšném filmu Čistá duše (2001), kde si zahrál geniálního amerického matematika Johna Forbese Nashe. Za toto psychologické drama byl taktéž nominován mimo jiné na Oscara i Zlatého glóba. Další filmové nabídky se jen hrnuly. V roce 2003 přijal hlavní roli v dobrodružném velkofilmu Master & Commander: Odvrácená strana světa, který uspěl u filmových kritiků i u diváků. O dva roky později si společně s Renée Zellwegerovou zahrál ve sportovním dramatu Těžká váha (2005) pojednávajícím o boxerovi snažícím se uživit svoji rodinu za Velké hospodářské krize. Tento snímek mu vynesl další nominaci na Zlatého glóba. V roce 2006 ztvárnil hlavní roli v pohodové romantické komedií Dobrý ročník, která byla natočena na motivy stejnojmenné knihy od Petera Mayla a odehráván se v Provence. Poté následovalo úspěšné mafiánské drama Americký gangster (2007), kde se opět objevil po boku Denzela Washingtona. V témže roce natočil ještě úspěšný western 3:10 Vlak do Yumy (2007), kde si zahrál společně s Christianem Balem.
V roce 2008 následoval poměrně kladně přijatý akční thriller Labyrint lží (2008), kde se obevil po boku Leonarda DiCapria. O rok později získal hlavní roli novináře Cala McAffreyho v mysteriózním thrilleru Na odstřel (2009), který pojednává o intrikách přítomných v americké nejvyšší politice. Roku 2010 ztvárnil hlavní roli ve spíše vlažně přijatém dobrodružném filmu Robin Hood od režiséra Ridleyho Scotta. Téhož roku se ještě objevil v úspěšném thrillerovém dramatu Tři dny ke svobodě (2010).

### Současnost
V roce 2012 si zahrál společně s Hughem Jackmanem hlavní roli v muzikálové adaptaci Bídníci (2012), která uspěla spíše u filmových odborníků. O rok později se objevil v průměrně hodnoceném politickém thrilleru Zlomené město (2013) a jednu z vedlejších rolí ztvárnil také v akčním filmu o Supermanovi Muž z oceli (2013). Roku 2014 si zahrál hned ve třech filmech. V průměrně hodnoceném dobrodružném dramatu Cesta naděje, v romantickém fantasy filmu Zimní příběh a také v nepříliš dobře hodnoceném dobrodružném snímku Noe, který vypráví příběh této biblické postavy. O rok později následovalo dobře přijaté drama Otcové a dcery (2015) pojednávající o komplikovaných rodinných vztazích. Dalším opravdu úspěšným snímkem se stala krimi komedie Správní chlapy (2016), ve které společně s Ryanem Goslingem hrají soukromé detektivy vyšetřující vraždu jejich svěřenkyně.
Od té doby se Russell Crowe neobjevil v mnoha úspěšných filmech a navíc poslední dobou bojuje s obezitou. Společně s Tomem Cruisem si zahrál v neúspěšném snímku Mumie (2017). Dále se po boku Nicole Kidman objevil v dramatu Vymazaný kluk (2018). O rok později vyhrál dalšího Zlatého glóba za svůj výkon v minisérií Nejsilnější hlas (2019), kde ztvárnil televizního ředitele Rogera Ailese. V roce 2020 si zahrál roli šíleného řidiče v thrilleru Vyšinutý. Vedlejší role ztvárnil ve filmech Liga spravedlnosti Zacka Snydera (2021) nebo Thor: Láska jako hrom (2022). Hlavní role pak získal v úspěšné válečné komedií Na pivo do první linie (2022) a v hororu Papežův vymítač (2023), kde ztvárnil slavného exorcistu Gabriela Amortha.

## Osobní život

### Vztahy a rodina
Krátce před svým manželstvím měl vztah s herečkou Meg Ryanovou.
V den svých 39. narozenin se oženil s australskou zpěvačkou a herečkou Daniellou Spencerovou. Mají spolu dva syny, Charlese Spencera (* 2003) a Tennysona Spencera (* 2006). Žili spolu převážně v malé vesnici Nana Glen, která se nachází mezi Sydney a Brisbane. Crowe zde dosud vlastní velkou nemovitost. Se Spencerovou se rozešli v roce 2012 a o šest let později byl dokončen i jejich rozvod.

### Problémy se zákonem
Russell Crowe je také znám svou výbušností a častými hádkami na veřejnosti. Je známo několik incidentů, kdy vulgárně napadl lidi ve své okolí. Vše vyvrcholilo v roce 2005, kdy byl zatčen NYPD za to, že ve vzteku hodil telefonem po správci newyorského hotelu Mercer Hotel, který mu odmítl předat telefon, když ho o to Crowe žádal. Následně se s obětí této události vyrovnal mimosoudně a později byl z vězení propuštěn.

I tak měl ale tento incident velmi negativní dopad na Croweovu image. Následně v jednom z rozhovorů přiznal, že tato událost velmi ovlivnila jeho pozdější život.

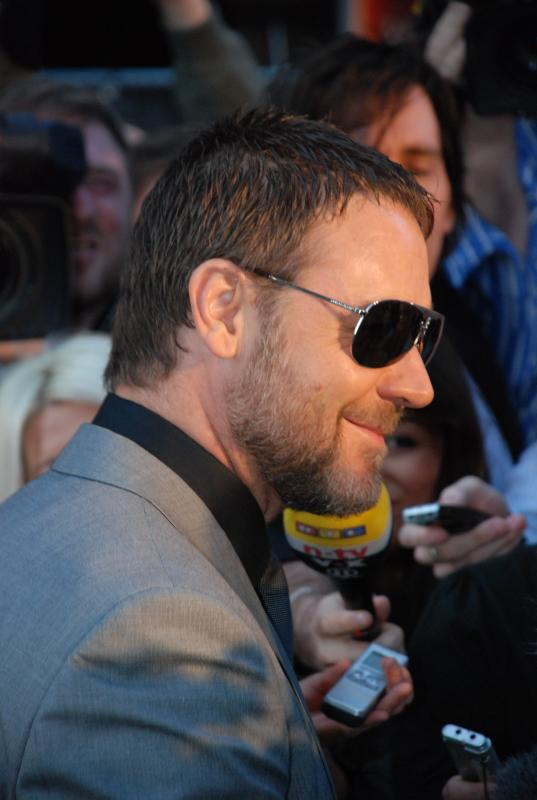
Na londýnské premiéře filmu Na odstřel, 2009.

### Sportovní aktivity
Crowe je jedním z vlastníků profesionálního ragbyového týmu South Sydney Rabbitohs hrajícího National Rugby League (NRL). V minulosti také organizoval nespočet různých turnajů a charitativních akcí v ragby. Je fanouškem novozélandské ragbyové reprezentace.
Věnuje se také pravidelně kriketu a je fanouškem anglického fotbalového týmu Leeds United F.C. hrajícího v Premier League.

### Zajímavosti
Časopisu GQ Magazine vydaném 9. března 2005 sdělil, že ho na 73. ročníku udílení Oscarů v březnu 2001 přišli informovat agenti FBI, že islamistická skupina Al-Káida připravuje plán na jeho únos. Další měsíce byl pak osobně střežen Americkou tajnou službou.
Crowe byl také velmi silným kuřákem. Řekl o sobě, že kouřil již od svých 10 let a to někdy i více než 60 cigaret denně. S kouřením přestal roku v roce 2010 pro dobro svých dvou synů.
V roce 2022 byl starostou Říma jmenován ambasadorem tohoto města. Crowe zdůraznil, že by byl velmi rád, kdyby se příští Mistrovství světa ve fotbale konalo právě v Itálií. Umí také mluvit italsky a často tuto zemi navštěvuje.
Russel Crowe se mimo jiné věnuje i hudbě. Od roku 1992 až do roku 2005 působil v kapele 30 Odd Foot of Grunts. Nyní působí v kapele Indoor Garden Party, se kterou mimo jiné vystoupil i na 57. ročníku Mezinárodního filmového festivalu v Karlových Varech, který se konal v roce 2023.
Crowe je aktivní také v politice a podporuje Australskou stranu práce.

## Filmografie

### Film
| Rok           | Název                                      | Role                                  | Poznámka                                                                                 |
| ------------- | ------------------------------------------ | ------------------------------------- | ---------------------------------------------------------------------------------------- |
| 1990          | Krvavá přísaha                             | Por. Jack Corbett                     |                                                                                          |
| 1990          | The Crossing                               | Johnny Ryan                           | nominace — Australská filmová cena                                                       |
| 1991          | Důkaz                                      | Andy                                  | zisk — Australská filmová cena                                                           |
| 1992          | Spotswood                                  | Kim Barrett                           |                                                                                          |
| 1992          | Romper Stomper                             | Hando                                 | zisk — Australská filmová cena                                                           |
| 1993          | Mezi kladivem a kovadlinou                 | East Driscoll                         |                                                                                          |
| 1993          | Stříbrný blesk                             | The Man (Egan)                        |                                                                                          |
| 1993          | For the Moment                             | Lachlan Currie                        |                                                                                          |
| 1994          | Jsou z nás                                 | Jeff Mitchell                         |                                                                                          |
| 1995          | Rychlejší než smrt                         | Cort                                  |                                                                                          |
| 1995          | Není cesty zpět                            | FBI Agent Zack Grant                  |                                                                                          |
| 1995          | Virtuozita                                 | SID 6.7                               |                                                                                          |
| 1995          | Drsná magie                                | Alex Ross                             |                                                                                          |
| 1997          | L. A. – Přísně tajné                       | Wendell White                         |                                                                                          |
| 1997          | Hořící nebe/                               | Colin O'Brien                         |                                                                                          |
| 1997          | Rozchod                                    | Steve                                 |                                                                                          |
| 1999          | Mystery, Aljaška                           | šerif John Biebe                      |                                                                                          |
| 1999          | Insider: Muž, který věděl příliš mnoho     | Jeffrey Wigand                        | nominace na Oscara nominace — BAFTA nominace — Zlatý glóbus                              |
| 2000          | Gladiátor                                  | Maximus Meridius                      | zisk Oscara zisk Zlatého glóbu nominace — BAFTA                                          |
| 2000          | Životní zkouška                            | Terry Thorne                          |                                                                                          |
| 2001          | Čistá duše                                 | John Nash                             | zisk ceny BAFTA zisk Zlatého glóbu nominace na Oscara nominace — Australská filmová cena |
| 2003          | Master & Commander: Odvrácená strana světa | Kapt. Jack Aubrey                     | nominace — Zlatý glóbus                                                                  |
| 2005          | Těžká váha                                 | Jim Braddock                          | zisk — Australská filmová cena nominace — Zlatý glóbus                                   |
| 2006          | Dobrý ročník                               | Max Skinner                           |                                                                                          |
| 2007          | 3:10 Vlak do Yumy                          | Ben Wade                              |                                                                                          |
| 2007          | Americký gangster                          | Det. Richie Roberts                   | nominace — Australská filmová cena                                                       |
| 2008          | Labyrint lží                               | Ed Hoffman                            |                                                                                          |
| 2009          | Něha                                       | Detektiv Cristofuoro                  |                                                                                          |
| 2009          | Na odstřel                                 | Cal McAffrey                          | zisk — Australská filmová cena                                                           |
| 2010          | Robin Hood                                 | Robin Hood                            |                                                                                          |
| 2010          | Tři dny ke svobodě                         | John Brennan                          |                                                                                          |
| 2012          | Bídníci                                    | Inspektor Javert                      |                                                                                          |
| 2012          | Pěsti ze železa                            | Jack Knife                            |                                                                                          |
| 2013          | Muž z oceli                                | Jor-El (otec supermana)               |                                                                                          |
| 2013          | Zlomené město                              | starosta Hostetler                    |                                                                                          |
| 2014          | Zimní příběh                               | Pearly Soames                         |                                                                                          |
| 2014          | Noe                                        | Noe                                   |                                                                                          |
| 2014          | Cesta naděje                               | Joshua Connor                         | také režisér, jeho režijní debut                                                         |
| 2015          | Otcové a dcery                             | Jake Davis                            |                                                                                          |
| 2016          | Správní chlapi                             | detektiv Jackson Healy                |                                                                                          |
| 2017          | Mumie                                      | doktor Henry Jekyll / pan Edward Hyde | nominace – Zlatá malina v kategorii nejhorší herec ve vedlejší roli                      |
| 2017          | War Machine                                | Bob White                             | cameo                                                                                    |
| 2018          | Vymazaný kluk                              | Marshall Eamons                       |                                                                                          |
| 2019          | Pravdivý příběh Neda Kellyho a jeho bandy  | Harry Power                           |                                                                                          |
| 2020          | Vyšinutý                                   | Tom Cooper                            |                                                                                          |
| 2021          | Liga spravedlnosti Zacka Snydera           | Jor-El                                | archivní zvuk                                                                            |
| 2022          | Poker Face                                 | Jake                                  | také režisér                                                                             |
| 2022          | Prizefighter: The Life of Jem Belcher      | Jack Slack                            |                                                                                          |
| 2022          | Na pivo do první linie                     | Arthur Coates                         |                                                                                          |
| 2022          | Thor: Láska jako hrom                      | Zeus                                  |                                                                                          |
| 2023          | Lovec Kraven                               | Nikolai Kravinov                      |                                                                                          |
| 2023          | Papežův vymítač                            | Gabriel Amorth                        |                                                                                          |
| bude oznámeno | The Georgetown Project                     | Anthony Miller                        |                                                                                          |
| bude oznámeno | Rothko                                     | Mark Rothko                           |                                                                                          |
| bude oznámeno | Land of Bad                                | bude oznámeno                         |                                                                                          |
| bude oznámeno | American Son                               | bude oznámeno                         |                                                                                          |

### Televize
| Rok  | Název                      | Role               | Poznámka |
| ---- | -------------------------- | ------------------ | --- |
| 1972 | Spyforce                   | sirotek            | díl: „The Saviour: Part 2“                                                                                                  |
| 1977 | The Young Doctors          | Russell            | díl: 1.83 |
| 1987 | Rafferty's Rules           | Bobby Jarvis       | díl: „Suspicious Minds“ |
| 1987 | Neighbours                 | Kenny Larkin       | 4 díly |
| 1991 | Brides of Christ           | Dominic Maloney    | díl: „Rosemary“ |
| 1991 | Acropolis Now              | Danny O' Brian     | díl: „Teenage Mutant Ninja Greeks“                                                                                          |
| 1992 | Záchranáři                 | Tom 'Bomber' Young | díl: „The Right Stuff“ |
| 2004 | Colour of War: The Anzacs  | Vypravěč           | 3 díly |
| 2012 | Doylův okrsek              | Boyd Keiley        | díl: „Streets of St. John's“                                                                                                |
| 2019 | Nejsilnější hlas           | Roger Ailes        | mini-série, také výkonný producent Vítěz – Zlatý glóbus v kategorii nejlepší mužský herecký výkon v minisérii nebo TV filmu |
| 2019 | Take Us Home: Leeds United | Vypravěč           | dokument, 6 dílů |
| 2022 | Ark: The Animated Series   | Prorok Kor (hlas)  | 2 díly |